# Pachydissus nubilus
Pachydissus nubilus là một loài bọ cánh cứng trong họ Cerambycidae.